# Liam Williams
Liam Brian Williams (* 9. dubna 1991 Swansea) je velšský ragbista a hráč anglického kubu Saracens.Jeho preferované pozice jsou zadák a křídlo. 
V roce 2018 vyhrál anglickou ligu s klubem Saracens a rok později i Evropský pohár mistrů. V roce 2017 s velšským týmem Scarlets vyhrál PRO12 (předchůdce United Rugby Championship). V roce 2014 a 2015 byl vybrán do nejlepší sestavy roku PRO12 jako hráč Scarlets
Byl členem Britských a Irských lvů (2017 a 2021). S reprezentací Walesu vyhrál Six Nations (2012, 2013, 2019, 2021). Zúčastnil se MS 2015, MS 2019 a MS 2023.